# Municipio de Richland (condado de Ozark)
El municipio de Richland (en inglés: Richland Township) es un municipio ubicado en el condado de Ozark en el estado estadounidense de Misuri. En el año 2010 tenía una población de 794 habitantes y una densidad poblacional de 4,49 personas por km².

## Geografía
El municipio de Richland se encuentra ubicado en las coordenadas 36°44′18″N 92°14′21″O / 36.73833, -92.23917. Según la Oficina del Censo de los Estados Unidos, el municipio tiene una superficie total de 176.77 km², de la cual 175,95 km² corresponden a tierra firme y (0,46 %) 0,82 km² es agua.

## Demografía
Según el censo de 2010, había 794 personas residiendo en el municipio de Richland. La densidad de población era de 4,49 hab./km². De los 794 habitantes, el municipio de Richland estaba compuesto por el 98,36 % blancos, el 0,13 % eran afroamericanos, el 0,5 % eran amerindios, el 0,13 % eran asiáticos, el 0,25 % eran de otras razas y el 0,63 % eran de una mezcla de razas. Del total de la población el 1,51 % eran hispanos o latinos de cualquier raza.